# 고호쿠구

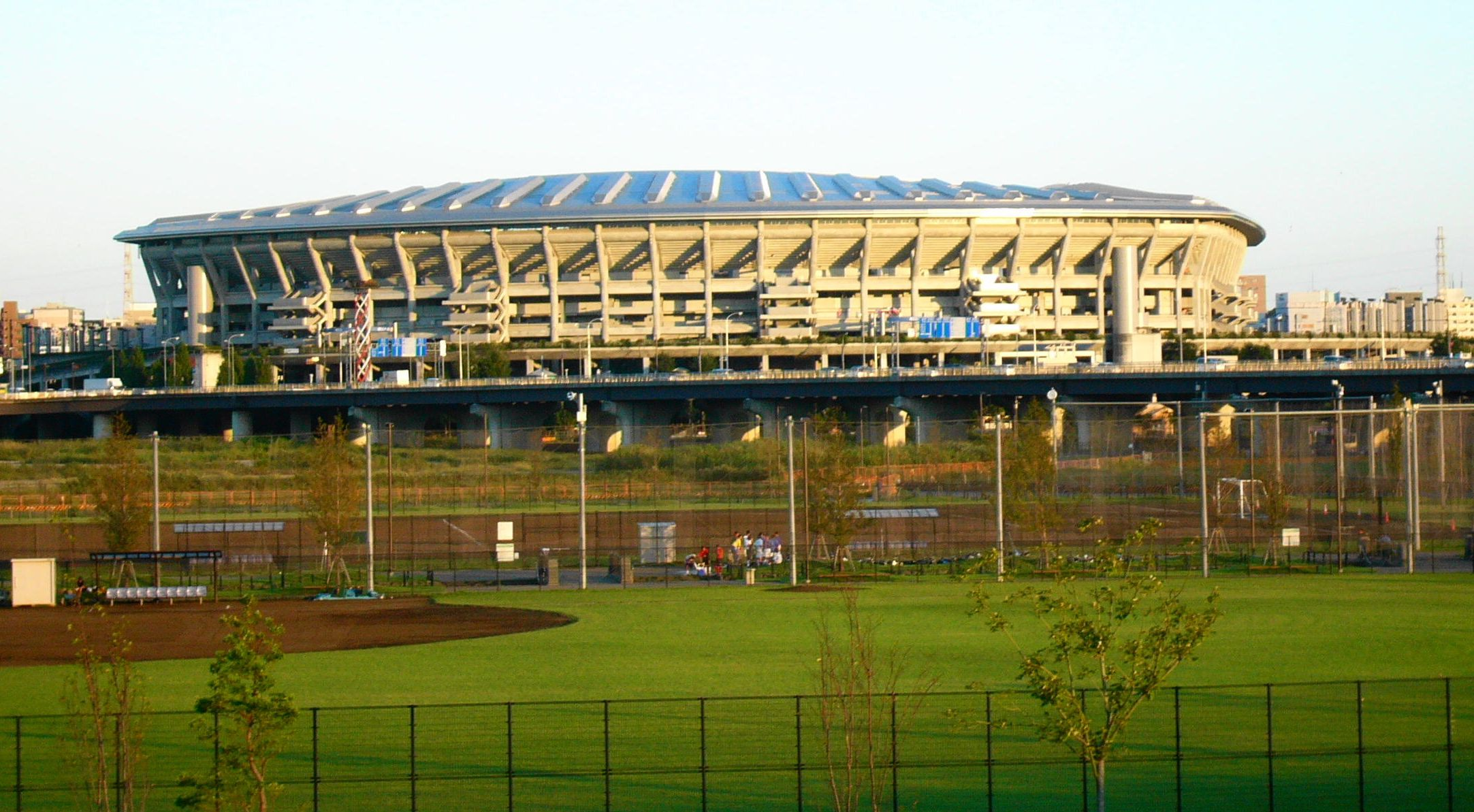
요코하마 국제종합경기장

고호쿠구(일본어: 港北区)는 일본 가나가와현 요코하마시를 구성하는 18개 구 중 하나이다. 요코하마에서 가장 인구가 많은 구이다. 이름에 들어간 호쿠(北)는 요코하마의 북쪽 4개 구 중 하나임을 나타낸다.

## 지리
요코하마시의 북쪽에 위치한다. 동쪽으로 쓰루미구, 남쪽으로 가나가와구와 접하고 서쪽으로 쓰즈키구와 접하고 북쪽으로 가와사키시 사이와이구, 나카하라구, 다카쓰구와 접한다.

## 교통

### 철도
- 도카이도 신칸센
- 동일본 여객철도 요코하마선
- 요코하마 시영 지하철 블루 라인
- 요코하마 시영 지하철 그린 라인
- 도큐 전철 도요코선
- 도큐 전철 메구로선

### 도로
- 국도 466호선